# WISE 0734-7157
WISE 0734-7157 (= WISE J073444.02-715744.0) is een bruine dwerg met een spectraalklasse van Y0. De ster bevindt zich 44,25 lichtjaar van de zon.